# Nesolynx lividicaput
Nesolynx lividicaput är en stekelart som först beskrevs av Girault 1913.  Nesolynx lividicaput ingår i släktet Nesolynx och familjen finglanssteklar. Inga underarter finns listade i Catalogue of Life.